# Lovey
Lovey ist das vierte Musikalbum der amerikanischen Indie-Rock-Band The Lemonheads.

## Einordnung
Das Album markiert einen entscheidenden Einschnitt in der Geschichte der Lemonheads. So ist Lovey nicht nur die erste Veröffentlichung auf dem Major-Label Atlantic, sondern auch die erste ohne Gründungsmitglied Ben Deilly und somit der erste Schritt zum vermeintlichen „Soloprojekt“ von Evan Dando.
Auch musikalisch beschreitet Lovey neue Wege. Die rauen Punkgitarren, die in den Anfangstagen der Band zu hören waren, sind Geschichte. Es überwiegen kurze, melodische Up tempo Stücke wie Left for Dead oder Stove. Zu hören sind auch Songs wie Li’l Seed, die vertrackt und weniger eingängig sind. Der Gram Parsons Song Brass Bottons knüpft an eine Tradition der Band an, Coverversionen bekannter amerikanischer Musiker aufzunehmen. So haben die Lemonheads Luka von Suzanne Vega oder Mrs. Robinson von Simon & Garfunkel neu interpretiert.
Kommerziell blieb das Album weitgehend unbeachtet. Der Erfolg kam erst mit dem Nachfolgealbum It's a Shame About Ray, das drei Jahre später erschien.

## Titelliste
1. Ballarat – 3:15
2. Half the Time – 2:45
3. Year of the Cat – 2:28
4. Ride With Me – 3:38

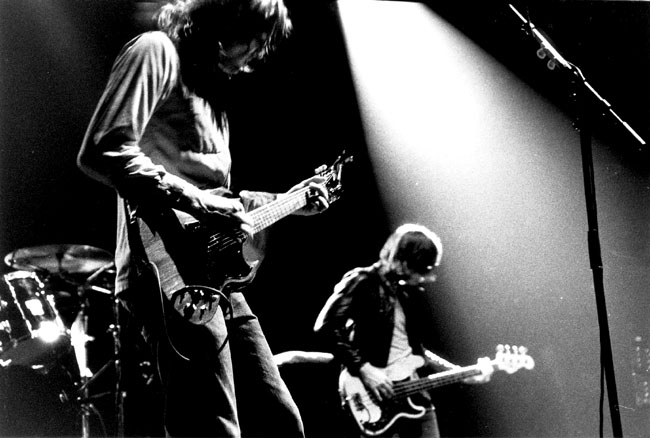
The Lemonheads live

5. Li’l Seed (Corey Brennan/Chambers/Dando/Tarver) – 3:22
6. Stove – 3:08
7. Come Downstairs – 2:54
8. Left for Dead – 2:05
9. Brass Buttons (Gram Parsons) – 3:11
10. (The) Door (Brennan/Dando) – 7:01

- Wo nicht anders vermerkt, wurden alle Songs von Evan Dando geschrieben.